# Namayingo
Namayingo – miasto w Ugandzie, stolica dystryktu Namayingo.